# Старые Боровичи
Ста́рые Боро́вичи (укр. Старі́ Боро́вичі) — село в Сновском районе Черниговской области Украины. Население 501 человек. Занимает площадь 4,76 км².
Код КОАТУУ: 7425887501. Почтовый индекс: 15221. Телефонный код: +380 4654.

## Известные уроженцы
- Гудимов, Иван Васильевич — Герой Советского Союза.
- Коваленко, Павел Васильевич (полный кавалер Ордена Славы)

## Власть
Орган местного самоуправления — Староборовичский сельский совет. Почтовый адрес: 15221, Черниговская обл., Сновский р-н, с. Старые Боровичи, ул. Центральная, 5.